# Téseny, Baranya
Téseny este un sat în districtul Sellye, județul Baranya, Ungaria, având o populație de 322 de locuitori (2011). 

## Demografie
Componența etnică a satului Téseny
     Maghiari (81,12%)
     Romi (18,88%)
Componența confesională a satului Téseny
     Romano-catolici (40,68%)
     Fără religie (32,92%)
     Reformați (3,73%)
     Necunoscută (22,67%)
Conform recensământului din 2011, satul Téseny avea 322 de locuitori. Din punct de vedere etnic, majoritatea locuitorilor (81,12%) erau maghiari, cu o minoritate de romi (18,88%). Nu există o religie majoritară, locuitorii fiind romano-catolici (40,68%), persoane fără religie (32,92%) și reformați (3,73%). Pentru 22,67% din locuitori nu este cunoscută apartenența confesională.